# かづきれいこ
かづき れいこ（1952年7月2日 - ）は、大阪府出身の実業家。有限会社かづきれいこ代表。本名は、内田 嘉壽子（うちだ かずこ）。旧姓、長岡嘉壽子。美容師免許などの国家資格は取得していない。

## 来歴
1952年7月2日、大阪府出身。金蘭会高等学校から、1973年3月に金蘭短期大学英文科卒業後、21歳で内科医と結婚して専業主婦になり、23歳で長男を出産。本名は内田嘉壽子（うちだ かずこ）、本籍地は愛媛県。旧姓は、長岡嘉壽子。曽祖父は田中泰輔。
生まれつき冬に寒くなると顔が真っ赤になる悩みをもっていたが、30歳のとき心房中隔欠損症（ASD）が原因と分かり、手術により完治。それを機に大阪のメイクスクール（美容師養成施設ではない）で学び、1989年4月26日有限会社かづきれいこ設立、兵庫県西宮市にサロン開店。
美容師免許は取得していない。
1995年、イギリス赤十字社のカモフラージュメイクサービスを見学し、簡単なメイク方法のリハビリメイクの商品化を考案。かづきメイク、リハビリメイク、フェイシャルセラピスト、フェイスプランナー等の名称を商標登録した。
2001年4月、新潟大学大学院医歯学総合研究科博士課程口腔生命科学専攻入学。2005年3月、新潟大学で博士（歯学）学位取得。（歯科医師ではない）
2005年4月、日本医科大学大学院医学研究科博士課程入学、のちに退学。（博士課程修了要件となる博士（医学）学位論文不存在）
医師免許や歯科医師免許は取得していない。
2000年「顔と心と体研究会」設立、2014年公益社団法人認定。

## 著書
- 『私を元気にするメイク』筑摩書房（にこにこブックス）1996年 ISBN 9784480690128
- 『メイク・セラピー 顔と心に効くリハビリメイク』筑摩書房 2001年 ISBN 9784480877314
- 『リハビリメイク　生きるための技』岩波アクティブ新書 2002年 ISBN 9784007000331
- 『医療スタッフのためのリハビリメイク』克誠堂出版 2003年 ISBN 9784771902664
- 『デンタル・メディカルスタッフのためのリハビリメイク入門』医歯薬出版 2004年 ISBN 9784263441831
- 『魔法の「かづきメイク」テクニック100 素肌もぐんぐんきれいになる！』 主婦と生活社 2006年 ISBN 9784391133554
- 『かづきれいこのリハビリメイク化粧学 こころが輝く！きれいになる！』法研 2006年 ISBN 9784879546173
- 『「若さ」の説明書』幻冬舎 2008年 ISBN 9784344015524
- 『日本人の顔のつくりかた』PHP研究所 2008年 ISBN 9784569696324
- 『10分で10歳若返る！かづきメイク究極テク』マキノ出版 2011年 ISBN 9784837671688
- 『50代から15歳若返る!!かづきれいこの「かんたん美顔テープ」プレミアムメソッド』主婦と生活社 2012年 ISBN 9784391633009
- 『永遠に若く！運命を変える！かづきメイク術』主婦の友社 2015年
- 『化粧医学　リハビリメイクの心理と実践』全日本病院出版会 2018年